# 澳門旗幟
澳門旗幟可能指以下的旗幟：
- 澳門旗，1967年建議，但被棄用的葡屬澳門旗幟式樣。
- 自1999年起所使用的澳門特別行政區區旗。
- 澳門政府旗，葡治時期代表澳門政府的旗幟。
- 澳門葡治時期後期在國際場合使用的澳門市政廳市旗；此旗亦在澳門政權交接儀式中代表葡屬澳門。

## 澳門歷代旗幟

澳門地方 1554年—1616年 （1557年葡萄牙人定居）
葡属澳門租借地 1578年—1616年
葡属澳門租借地 1616年—1640年 （1616年起派總督）
葡属澳門租借地 1640年—1667年
葡属澳門租借地 1667年—1707年
葡属澳門租借地 1707年—1816年 1826年—1830年
葡属澳門租借地 1816年—1826年
葡屬澳門 1830年—1910年 （1887年正式管治）
葡屬澳門 1910年—1999年
葡屬澳門省政府 1951年—1976年
澳門政府 1976年—1999年
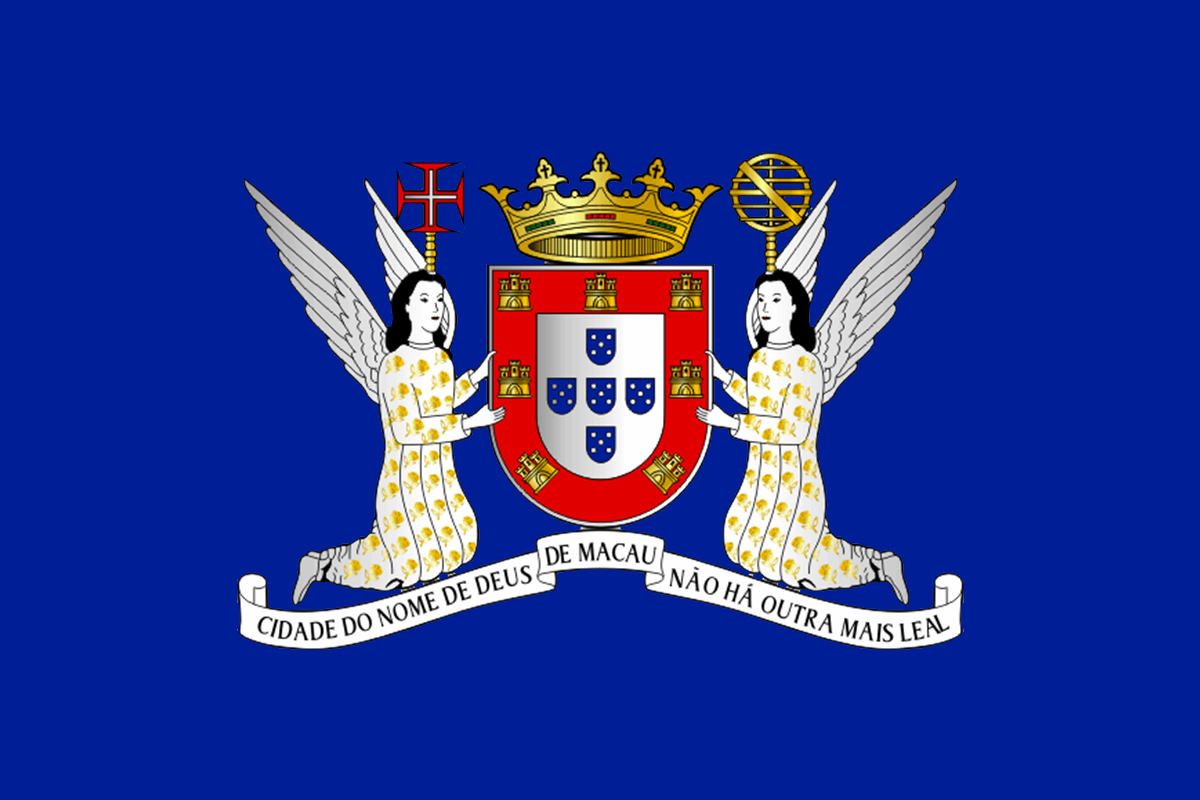
澳門市政廳 1961年—1999年
澳門特別行政區 自1999年起使用至今